# مجلس الخزانة في كندا
مجلس الخزانة (بالإنجليزية: Treasury Board)‏ هو اللجنة الوزارية القانونية الوحيدة ضمن مجلس الوزراء الكندي وهو المسؤول عن الخدمة المدنية الاتحادية والكثير من عمل الحكومة الكندية. ومن بين واجباته المحددة التفاوض على اتفاقات العمل مع نقابات الخدمة العامة والقيام بدور المراقب العام. ويرأسه رئيس مجلس الخزانة بمساعدة الأمانة العامة لمجلس الخزانة.
في أوائل 2011، تعرض مجلس الخزانة لـهجمات إلكترونية من هاكرز أجانب، كما تعرضت معه دائرتان أخريان من الدوائر الحكومية الاتحادية لهذه الهجمات.

## الدور
يتم ترتيب مجلس الوزراء الكندي إلى العديد من اللجان ذات المسؤولية المتنوعة، ولكن اللجان الأخرى كلها تعد هياكل غير رسمية وتتغير كثيرًا. إن مجلس الخزانة هو الهيئة الوحيدة التي أنشأها القانون (يتم تنظيمه حاليًا بموجب قانون الإدارة المالية)، وهو يُعد رسميًا لجنة لـمجلس الملك الخاص. ويجعله دوره في الحكومة أقوى بكثير من معظم لجان مجلس الوزراء لأنه مسؤول عن "المساءلة والأخلاق والإدارة المالية وإدارة شؤون الموظفين والتنظيم الإداري والمراقبة والموافقة على اللوائح ومعظم الأوامر التي يتم اتخاذها داخل المجلس. كما أنه مجلس فريد من نوعه في أن رئيس لجنته، رئيس مجلس الخزانة، هو أحد أعضاء مجلس الوزراء بمقتضى شغله لهذا المنصب - ويرأس لجان مجلس الوزراء الأخرى وزراء يشغلون مقاعد في مجلس الوزراء بمقتضى تقلدهم لبعض المناصب الأخرى. ويدعم مجلس الخزانة الأمانة العامة لمجلس الخزانة.

## العضوية
تتكون اللجنة من ستة وزراء، وتتضمن دائمًا رئيس الوزراء ووزير المالية. والأعضاء الحاليون هم كما يلي:
- الرئيس: توني كليمنت، هو رئيس مجلس الخزانة
- نائب الرئيس: رونا أمبروز، وهي وزيرة الأشغال العامة والخدمات الحكومية ووزير الدولة (وضع المرأة)
- جيم فلاهرتي، هو وزير المالية
- جوليان فانتينو، هو معاون وزير الدفاع الوطني
- برنارد فالكورت، هو وزير الدولة (قانون وكالة فرص كندا الأطلسي) و (الفرانكفونية)
- ماكسيم بيرنييه وزير الدولة (الأعمال الصغيرة والسياحة)

هناك أيضًا ثلاثة "أعضاء مناوبين"، وهم يحضرون اجتماعات مجلس الخزانة في حال تضارب المصالح؛ وهم حاليًا كالتالي:
- جوليان فانتينو، هو وزير التعاون الدولي
- ديان ألبونشي، هو وزير الدولة للشؤون الخارجية (الأمريكتين والشؤون القنصلية)
- لين ياليتش، هو وزير الدولة (التنويع الاقتصادي الغربي)
- ستيفن فليتشر، هو وزير الدولة (وزير النقل)
- تيد منزيس، هو وزير الدولة (المالية)

### قوانين ذات صلة
- قانون الوصول إلى المعلومات الكندي
- قانون المراجع العام
- قانون اللغات الرسمية
- قانون الخصوصية، 1983
- قانون تأمين المعلومات

## وصلات خارجية
- Treasury Board of Canada Secretariat
- Former Presidents of the Treasury Board